# Charlie Grönvall
Charlie Hercules Helmer Grönvall, född 29 juni 1990 i Katarina församling i Stockholm, är en svensk artist. Han är sångare, musiker (spelar flera instrument) och kompositör. 
Han började i sitt första band i sina tonår, men sedan 2013 har han varit aktiv med skivreleaser, låtskrivande och spelningar, både själv och i grupp. Grönvall är son till Nanne och Peter Grönvall och barnbarn till Benny Andersson. Charlie och hans bror Felix Grönvall (trummor) har spelat tillsammans sedan de började med musik i tonåren. De har också ytterligare en bror från moderns tidigare förhållande.

## Biografi
Charlie Grönvall utbildades på musikgymnasiet Rytmus i Stockholm. Förutom musik har han gjort flera dubbningar av tecknade filmer och serier. Grönvall har också deltagit i nationella melodifestivalstävlingar i både Sverige och Danmark för Eurovision Song Contest.
År 2014 deltog Grönvall i Melodifestivalen tillsammans med sin tidigare grupp Little Great Things med låten "Set Yourself Free". Samma år bildades bandet Bracelet, när Charlie och Felix Grönvall träffade den danska basisten Rebecca Krogmann.
År 2015 släppte de sin första singel "Rooftop" producerad och skriven av Jimmy Jansson tillsammans med Grönvall. Videon till låten spelades in i Göteborg och skådespelaren i videon var den engelska freerunnern Tim Shieff med smeknamnet "Livewire".
År 2016 tävlade han tillsammans med sitt band Bracelet med låten "Breakaway" i Danmarks Melodi Grand Prix. De spelade också in och släppte låten som en duett tillsammans med koreanska rapparen Zelo från det sydkoreanska bandet B.A.P. Låten släpptes i Asien och videon spelades in i Seoul av videoproduktionsföretaget Zanybros. Grönvall deltog i svenska Idol 2016 och tog sig till finalen, i Globen i Stockholm. Han slutade på en tredje plats. Därefter ägnade han följande sex månader, till studioinspelningar och co-writing av nya låtar, både i Skandinavien och USA.
Under sommaren 2017 turnerade Grönvall i Sverige, både tillsammans med sitt band Bracelet och Rebecka Karlsson, som kom på andra plats i Idol 2016. I december 2017 gjorde Grönvall sin teaterdebut som Aladdin i musikalen Aladdin – The Adventure.
Han är sedan 2023 sångare i rockgruppen Noice.

## Diskografi

### Singlar / EP
- Wild Heart (2017) Charlie Grönvall & Bracelet
- Breakaway (2016) Bracelet
- Breakaway (Asien) (2016) Bracelet med Zelo
- Rooftop (2015) Bracelet
- Sometimes (2014) Little Great Things
- Greatest Loser (2014) Little Great Things
- Set Yourself Free (2014) Little Great Things

## Teater

### Roller (ej komplett)
| År   | Roll           | Produktion                                       | Regi             | Teater            |
| ---- | -------------- | ------------------------------------------------ | ---------------- | ----------------- |
| 2021 | Hasse Carlsson | Noice - Rockmusikalen Robert Lillhonga           | Robert Lillhonga | Cirkus, Stockholm |
| 2023 | Walter         | Hair James Rado, Gerome Ragni och Galt MacDermot | Rikard Bergqvist | Göta Lejon        |